# Chrysops sinensis
Chrysops sinensis är en tvåvingeart som beskrevs av Walker 1856. Chrysops sinensis ingår i släktet Chrysops och familjen bromsar. Inga underarter finns listade i Catalogue of Life.